# Ліберті (округ Вернон, Вісконсин)
Ліберті (англ. Liberty) — місто (англ. town) в США, в окрузі Вернон штату Вісконсин. Населення — 341 особа (2020).

## Демографія
Згідно з переписом 2010 року, у місті мешкали 252 особи в 101 домогосподарстві у складі 73 родин. Було 180 помешкань
Расовий склад населення:
| - 98,4 % — білих - 0,4 % — азіатів |

До двох чи більше рас належало 1,2 %. Частка іспаномовних становила 0,4 % від усіх жителів.
За віковим діапазоном населення розподілялося таким чином: 24,2 % — особи молодші 18 років, 61,5 % — особи у віці 18—64 років, 14,3 % — особи у віці 65 років та старші. Медіана віку мешканця становила 46,7 року. На 100 осіб жіночої статі у місті припадало 106,6 чоловіків;  на 100 жінок у віці від 18 років та старших — 107,6 чоловіків також старших 18 років.
Середній дохід на одне домашнє господарство  становив 61 804 долари США (медіана — 50 000), а середній дохід на одну сім'ю — 71 679 доларів (медіана — 58 125). Медіана доходів становила 36 563 долари для чоловіків та 36 250 доларів для жінок. За межею бідності перебувало 10,9 % осіб, у тому числі 9,1 % дітей у віці до 18 років та 4,4 % осіб у віці 65 років та старших.
Цивільне працевлаштоване населення становило 126 осіб. Основні галузі зайнятості: освіта, охорона здоров'я та соціальна допомога — 27,0 %, виробництво — 16,7 %, будівництво — 12,7 %.